# Taranakita
La taranakita és un mineral de la classe dels fosfats. Rep el nom de la regió de Taranaki, a Nova Zelanda, on es troba la seva localitat tipus.

## Característiques
La taranakita és un fosfat de fórmula química (K,NH₄)Al₃(PO₄)₃(OH)·9H₂O. Es tracta d'una espècie aprovada per l'Associació Mineralògica Internacional, i publicada per primera vegada el 1865. Cristal·litza en el sistema trigonal.
Segons la classificació de Nickel-Strunz, la taranakita pertany a «08.CH: Fosfats sense anions addicionals, amb H₂O, amb cations de mida mitjana i gran, RO₄:H₂O < 1:1» juntament amb els següents minerals: walentaïta, anapaïta, picrofarmacolita, dittmarita, niahita, francoanel·lita, schertelita, hannayita, struvita, struvita-(K), hazenita, rimkorolgita, bakhchisaraitsevita, fahleïta, smolyaninovita, barahonaïta-(Al) i barahonaïta-(Fe).

## Formació i jaciments
Va ser descoberta a les illes Sugar Loaf, que pertanyen al municipi de New Plymouth, a la regió de Taranaki (Nova Zelanda). Tot i tractar-se d'una espècie no gaire habitual ha estat descrita en tots els continents del planeta, inclosa l'Antàrtida. Als territoris de parla catalana ha estat descrita a la cova de Rates Pinyades, a la localitat d'Inca (Mallorca, Illes Balears).